# أيدان بيكر (عازف قيثارة)
أيدان بيكر هو عازف قيثارة كندي، ولد في 1974 في تورونتو في كندا.

## وصلات خارجية
- أيدان بيكر على موقع ميوزك برينز (الإنجليزية)
- أيدان بيكر على موقع أول ميوزيك (الإنجليزية)
- أيدان بيكر على موقع ديسكوغز (الإنجليزية)